# Equacions de Faddéiev
Les equacions de Faddéiev són unes equacions que descriuen, a la vegada, tots els possibles canvis en un sistema de tres partícules elementals en mecànica quàntica. Es poden resoldre de forma iterativa amb ordinadors. En general, les equacions de Faddéiev necessiten per a ésser resoltes el potencial que descriu la interacció entre dues partícules individuals. És a més a més possible d'introduir un terme en l'equació per a tenir en compte les forces entre tres cossos. Les equacions de Faddéiev són en general usades en formulacions no pertorbatives les problema dels tres cossos quàntic. Cal dir que en física quàntica, el problema dels tres cossos és uniformement resoluble, per bé que en mecànica clàssica no ho és.